# Giardino di Hama rikyū

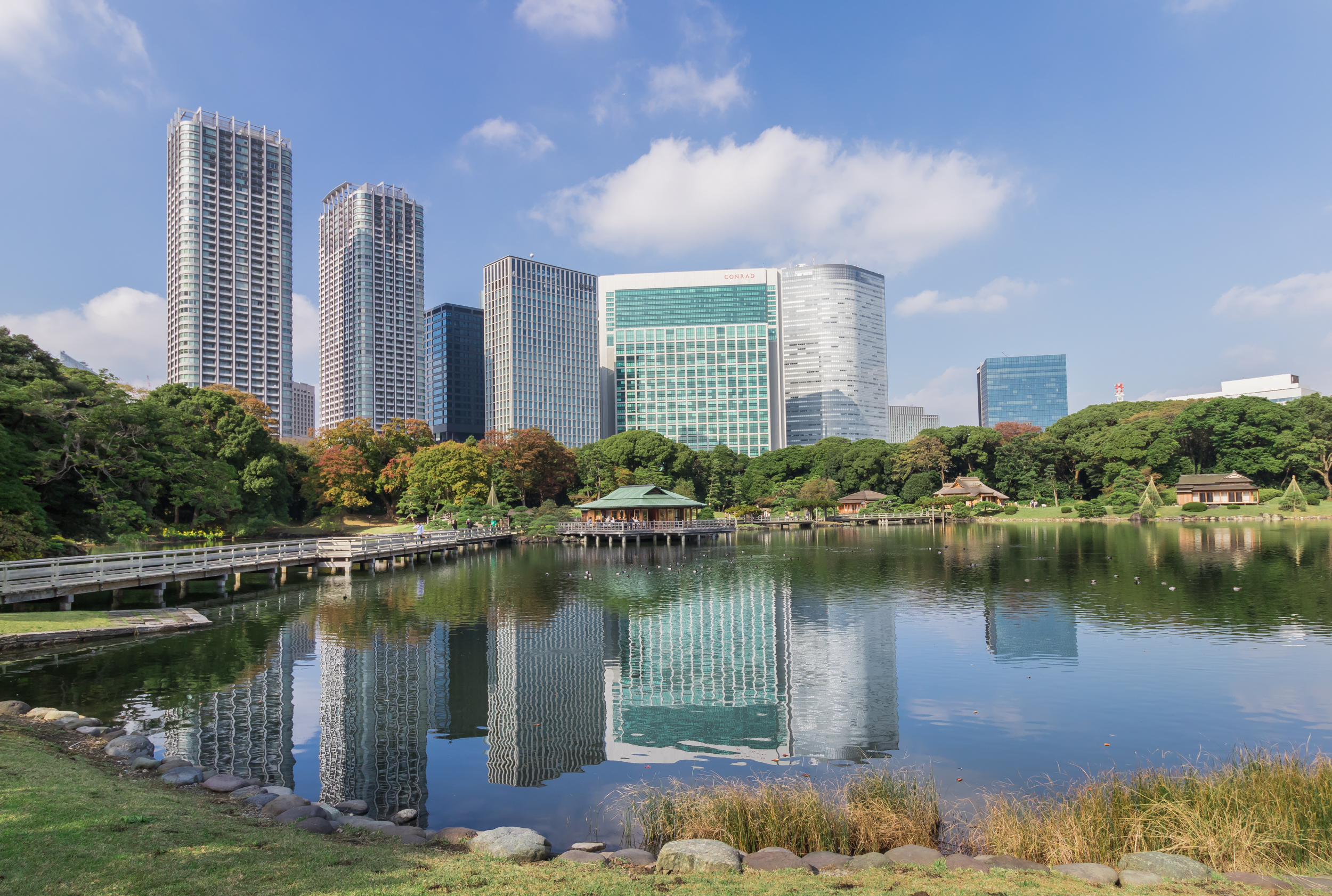
2018

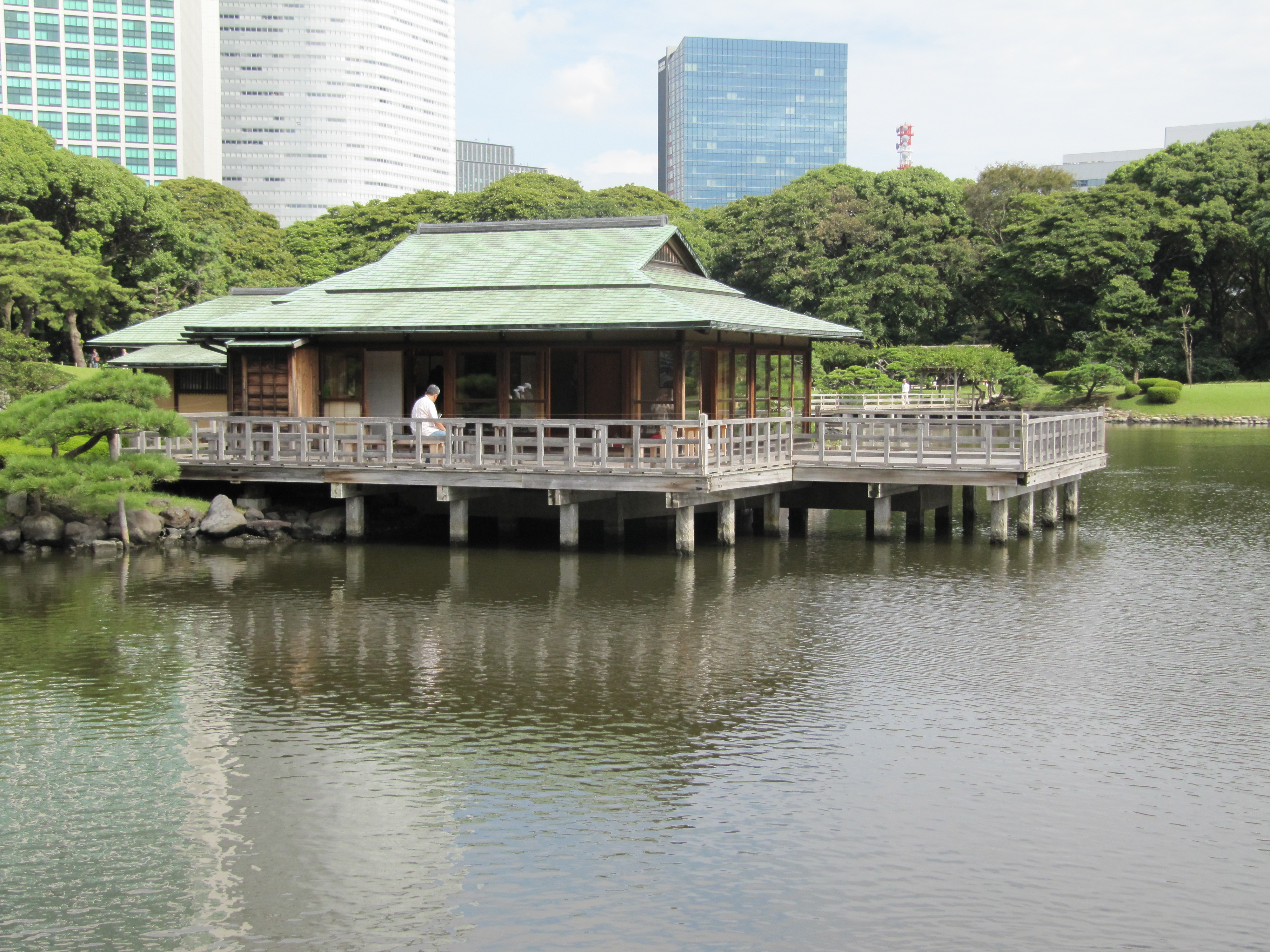
2011

Il giardino di Hama rikyū (浜離宮恩賜庭園?, Hama rikyū onshi teien, "Dono imperiale del giardino di Villa Hama") è un parco pubblico nel quartiere di Chūō a Tokyo, in Giappone.
Il giardino è collocato alla foce del fiume Sumida e originariamente faceva parte della tenuta di Villa Hama (浜離宮?, Hama rikyū), appartenente nel XVII secolo alla famiglia dello shōgun Tokugawa su un terreno precedentemente del clan Kōfu; la villa deve il proprio nome Hama (浜?, "spiaggia") al fatto di essere stata realizzata su un terreno un tempo paludoso e utilizzato solo per la caccia all'anatra, e poi strappato al mare, bonificato e reso praticabile appositamente per la costruzione del palazzo.
Il giardino è stato aperto al pubblico il 1º aprile del 1946. L'ingresso è a pagamento con biglietto giornaliero, pass annuale, o carnet cumulativo che consente di visitare in nove giardini di Tokyo. L'ingresso è gratuito il 4 maggio (みどりの日, Festa del verde) e il 1º ottobre (都民の日, Festa dei cittadini), ovvero il giorno della fondazione dell'attuale prefettura di Tokyo).

## Descrizione
Il parco si estende su una superficie quadrangolare per oltre 25 ettari (250 165 m²) ed è circondato dall'acqua sui quattro lati: tre di questi sono chiusi da canali (di cui due navigabili) che separano il giardino dal resto della città, e uno invece affaccia direttamente sulla baia di Tokyo, da cui è separata solo da un piccolo molo aperto.
Il quadrangolo del parco è disposto a rombo, di cui la metà triangolare inferiore risale alla villa originale e si presenta come un perfetto esempio di giardino del daimyō nel periodo Edo, mentre la metà superiore è stata risistemata durante il periodo Meiji; queste due parti sono caratterizzate da linee curve e irregolari con boschi distribuiti intorno allo specchio d'acqua centrale nella parte Edo, e da forte regolarità geometrica, povertà d'acqua e ampi prati verdi o fioriti nella parte Meiji.

## Attrazioni
Il giardino è un'oasi di calma ritagliata in una zona di Tokyo, Shiodome, che dagli anni 2000 ha vissuto un forte sviluppo urbaninistico: l'area verde si trova infatti per gran parte circondata sul lato nord-ovest dagli alti grattacieli di alcune grandi aziende giapponesi come Bandai Visual, Fujitsu, Nippon Television e SoftBank; particolarmente celebre e vistoso è il grattacielo a spigolo della Dentsu progettato dall'architetto francese Jean Nouvel. Sul lato nord-est il giardino è affiancato dal mercato ittico di Tsukiji. L'evidente contrasto fra il mare, il paesaggio naturale e lo skyline urbano crea un surreale effetto di straniamento simile a quello di Central Park a New York. In realtà, anche il mare e il giardino stesso sono ambienti antropizzati artificiali, essendo il primo riquadrato fra i moli e il secondo disegnato dall'uomo.
All'interno del parco il visitatore può svolgere varie attività, la più popolare delle quali è la degustazione del tè nel padiglione sull'isolotto centrale del lago Shioiri, dove viene offerto il maccha accompagnato da dolci tradizionali in un'atmosfera molto simile a quella del tradizionale cha no yu. È possibile inoltre assistere a dimostrazioni di caccia tradizionale giapponese con il falcone e con l'astore. Le maggiori attrattive paesaggistiche sono il boschetto di ciliegi giapponesi e un giardino di peonie nell'area sud, e le grandi aree coltivate con fioriture stagionali in successione nell'area nord.